# Gluskab

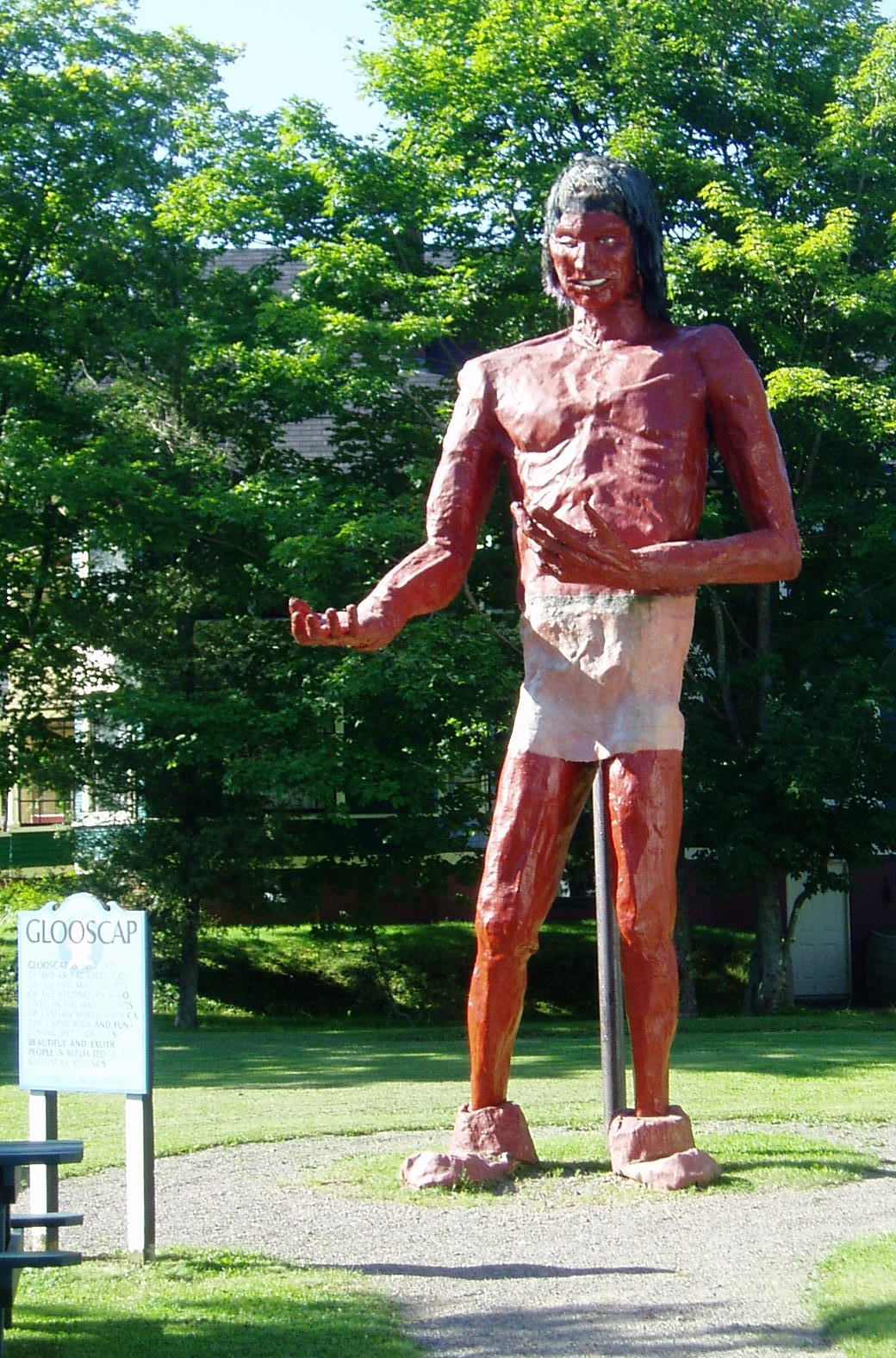
Glooscap de Edward Tuck

Gluskab (uneori scris Glooskap, Gluskabi, Kluscap, Kloskomba, sau Gluskab) este un erou cultural și o persoana "transformativ" pentru poporul Algonquin.